# Police Service of Scotland

Zuständigkeitsbereich von Police Scotland

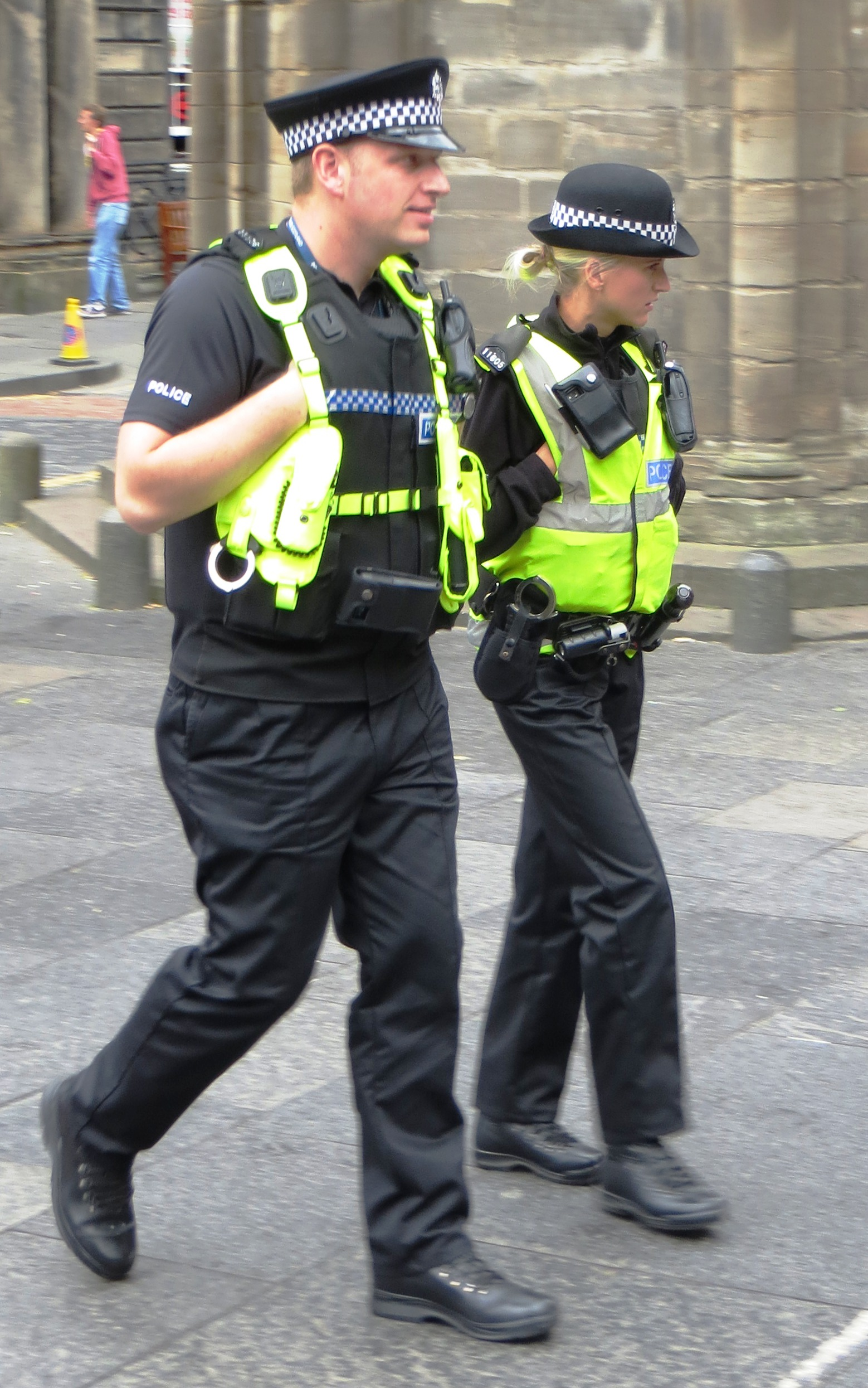
Polizisten von Police Scotland in Edinburgh

Der Police Service of Scotland (gälisch: Seirbheis Phoilis na h-Alba, kurz: Police Scotland, gälisch: Poileas Alba) mit Hauptsitz in Tulliallan Castle, Kincardine (Fife) umfasst die Polizeikräfte Schottlands, eines Landesteils des Vereinigten Königreiches. Police Scotland hatte im Haushaltsjahr 2018/19 ein Budget von 1,065 Milliarden Pfund Sterling und 23.000 Mitarbeiter.

## Geschichte
Die schottische Regierung beschloss am 8. September 2011, dass in Schottland ein einziger Polizeidienst eingerichtet werden solle. Das Schottische Parlament setzte dies mit dem Police and Fire Reform (Scotland) Act 2012 um. Der Police Service of Scotland wurde am 1. April 2013 durch den Zusammenschluss von acht regionalen Polizeikräften in Schottland, der Central Scotland Police, der Dumfries and Galloway Constabulary, der Fife Constabulary, der Grampian Police, der Lothian and Borders Police, der Northern Constabulary, der Strathclyde Police, der Tayside Police sowie den Fachdiensten der Scottish Police Services Authority und der Scottish Crime and Drug Enforcement Agency gegründet.
Erster Chief Constable der Police Scotland war Stephen House. Sein Nachfolger Phil Gormley trat nach Auseinandersetzungen um umstrittene Zahlungen an ihn am 7. Februar 2018 zurück.

## Organisation
Police Scotland ist die zweitgrößte Polizei im Vereinigten Königreich (nach dem Metropolitan Police Service) in Bezug auf die Anzahl der Beamten und bei weitem die größte territoriale Polizei in Bezug auf ihren geografischen Zuständigkeitsbereich.

### Chief Constables der Police Scotland
| Von               | bis               | Name             | Anmerkungen                   |
| ----------------- | ----------------- | ---------------- | ----------------------------- |
| 1. Oktober 2012   | 30. November 2015 | Stephen House    |                               |
| 30. November 2015 | 5. Januar 2016    | Neil Richardson  | Stellvertretend               |
| 5. Januar 2016    | 8. September 2017 | Phil Gormley     | Rücktritt am 7. Februar 2018. |
| 8. September 2017 | 27. August 2018   | Iain Livingstone | Stellvertretend               |
| 27. August 2018   | 10. August 2023   | Iain Livingstone | [ 3 ]                         |
| 10. August 2023   | 9. Oktober 2023   | Fiona Taylor     | Stellvertretend               |
| 9. Oktober 2023   | heute             | Jo Farrell       |                               |

### Lokale Polizeikräfte
Die lokalen Polizeikräfte in den nachfolgend genannten Gebieten unterstehen je einem Deputy Chief Constable:
- Argyll and West Dunbartonshire
- Ayrshire
- Dumfries and Galloway
- Edinburgh
- Fife
- Forth Valley
- Greater Glasgow
- Highland and Islands
- Lanarkshire
- North East
- Renfrewshire and Inverclyde
- Tayside
- The Lothians and Scottish Borders